# Josef Kadlčák
Josef Kadlčák, též Josef Mnohoslav Kadlčák (15. listopadu 1856 Březnice – 27. dubna 1924 Praha), byl český a československý politik, meziválečný poslanec Revolučního národního shromáždění za Československou stranu lidovou. Později byl senátorem Národního shromáždění ČSR.

## Biografie
Vystudoval reálnou školu v Olomouci a učitelský ústav v Olomouci a Příboru, kde maturoval roku 1877. Pak působil jako pedagog. Dlouhou dobu (1886–1919) učil na škole ve Frýdlantu nad Ostravicí. Působil jako ředitel obecné školy. Byl nositelem rytířského řádu Františka Josefa I. a papežského řádu. Angažoval se v katolické tělovýchově (Orel). Publikoval rovněž populárně-naučné spisy o včelařství a pěstování ovoce. Redigoval revue Selský obzor. Literárně činný byl od roku 1877.
Politicky aktivní byl již za Rakouska-Uherska a to v Katolické straně národní na Moravě. Ve volbách do Říšské rady roku 1907 se stal poslancem Říšské rady (celostátní parlament) jako jeden z 10 moravských českojazyčných katolických poslanců. Byl zvolen za český okrsek Morava 18. Usedl do poslanecké frakce Český katolicko-národní klub. Opětovně byl zvolen za týž obvod i ve volbách do Říšské rady roku 1911 (nyní se ovšem parlamentní zastoupení moravských českojazyčných katolíků snížilo na 7). Stal se členem poslaneckého klubu Katolické národní strany. Ve vídeňském parlamentu setrval do zániku monarchie.
V zemských volbách roku 1906 byl zvolen na Moravský zemský sněm za českou všeobecnou kurii, obvod Valašské Meziříčí, Rožnov, Vsetín atd. Mandát zde obhájil i v zemských volbách roku 1913.
Po vzniku Československa v letech 1918–1920 zasedal v Revolučním národním shromáždění. Byl místopředsedou Revolučního národního shromáždění. Podle údajů k roku 1918 byl profesí školským ředitelem. V parlamentních volbách v roce 1920 získal senátorské křeslo v Národním shromáždění. V senátu zasedal do své smrti 1924. Pak na jeho místo jako náhradník nastoupil Vincenc Procházka. V horní komoře československého parlamentu zastával i post místopředsedy.
Působil ve vedení Svazu katolických zemědělců (spolu s Josefem Šamalíkem). V roce 1923 navíc založil Spolek katolických učitelů. Po jeho smrti vedení této organizace převzal Josef Vičánek.
Zemřel v dubnu 1924. Příčinou smrti byla angína. Předčasně opustil lůžko, aby se věnoval práci v senátu. Nemoc se ovšem vrátila a připojil se k ní zápal plic. Krátce před úmrtím ho navíc na pravé polovině těla postihla mrtvice. Zemřel 27. dubna v nemocnici pod Petřínem v Praze.